# Contea autonoma miao e dong di Jingzhou
La contea autonoma miao e dong di Jingzhou (靖州苗族侗族自治县S, Jìngzhōu Miáozú Dòngzú ZìzhìxiànP) è una contea della Cina, situata nella provincia di Hunan e amministrata dalla prefettura di Huaihua.